# Tăng trưởng kinh tế bền vững
Tăng trưởng kinh tế bền vững là khái niệm hiện đại để xác định mục tiêu và các nhân tố tốt cho một nền kinh tế nhờ tăng trưởng bền vững. Theo đó, tăng trưởng không chỉ hiểu đơn thuần là tăng thu nhập bình quân đầu người, mà phải gắn với phát triển bền vững, chú trọng tới cả ba nhân tố: kinh tế, xã hội và môi trường. Để duy trì tốc độ tăng trưởng cao trong dài hạn, tăng thu nhập cần phải gắn với tăng chất lượng cuộc sống hay tăng phúc lợi và xóa đói nghèo. Tăng trưởng không nhất thiết phải đạt tốc độ quá cao, mà chỉ cần cao ở mức hợp lý nhưng bền vững.

## Các nhân tố khiến tăng trưởng bền vững
- Bảo vệ môi trường:
- Dựa vào sức mạnh nội tại:[1]
- Bình đẳng trong thu nhập: Người giàu cần đóng thuế nhiều. Nếu những bất bình đẳng có dấu hiệu tăng lên, sẽ làm tổn hại đến tăng trưởng kinh tế. Phân phối thu nhập bình đẳng là một chỉ số quan trọng thể hiện bình đẳng xã hội và chính quyền luôn cần đẩy mạnh cải cách hệ thống phân phối thu nhập để đảo chiều xu hướng chênh lệch thu nhập đang tăng lên hiện nay[2].
- Xác lập một thị trường lao động thống nhất: đồng thời cần chuẩn mực và tạo cơ chế đảm bảo các cơ hội việc làm bình đẳng: Là nhân tố quan trọng[2].
- Xây dựng một hệ thống an sinh xã hội lành mạnh: dựa trên cơ sở bảo hiểm xã hội, trợ cấp xã hội và phúc lợi, trong đó nòng cốt là hệ thống lương hưu tốt, dịch vụ y tế cơ bản và trợ cấp an sinh. Chính phủ cũng cần cải thiện hệ thống cho thuê nhà ở giá rẻ và giải quyết nhanh những khó khăn về nhà ở đối với những gia đình đang có thu nhập thấp ở đô thị.

## Tăng trưởng bền vững và kinh doanh bền vững
Hai nhân tố này luôn cần đi với nhau: tăng trưởng bền vững thì mới có kinh doanh bền vững. Vấn đề đặt ra là các nhà hoạch định chính sách biết cách hài hòa tập quán kinh doanh trong nước với các chuẩn mực toàn cầu về kế toán, ngân hàng và thị trường vốn. Cần chú ý đến các tiêu chuẩn và mối liên hệ với tăng trưởng kinh tế bền vững.

## Tăng trưởng bền vững ở Việt Nam
Thủ tướng Singapore Lý Hiển Long nhân dịp ông sang dự lễ kỷ niệm 10 năm thành lập Khu công nghiệp Việt Nam – Singapore năm 2006,  nhận định Việt Nam hội đủ các điều kiện để đạt tăng trưởng kinh tế bền vững.